# Bognár József (pedagógus)
Bognár József (Budapest, 1926. április 21. – 2008. január 17.) biológia–földrajz szakos pedagógus. Biológiatanári tevékenységéért 2005-ben Rátz Tanár Úr-életműdíjat kapott.

## Élete

### Tevékenysége
Az Eötvös Loránd Tudományegyetemen végzett biológia–földrajz szakos középiskolai tanárként, pedagógusi tevékenységét 1950-ben kezdte. Hosszú évtizedeken keresztül tanított a Szent László Gimnáziumban, újraszervezte és igazgatta a budapesti Lónyai utcai református gimnáziumot. Vöröskeresztes aktivista és túravezető volt. Nyugdíjasként a Fasori Evangélikus Gimnáziumban adott órákat. 1972-től 1980-ig volt a Magyar Biológiai Társaság Pedagógus Csoportjának elnöke. A felesége is a László Gimnázium tanára volt. Három fiút neveltek fel.

### Művei
- "Kezdetben teremté Isten..." : kiegészítő szempontok az egyházi iskolák biológia tanításához / szerk. Bognár József, szerzők Bognár József [et al.], Református Pedagógiai Intézet, Bp. ISBN 963-03-5919-7

### Díjak, kitüntetések
- Földes Ferenc-díj (1977), az ifjúság nevelésében betöltött szerepéért.
- Rátz Tanár Úr Életműdíj (2005)